# Flaggen der Staaten und Regionen Myanmars
Diese Liste zeigt die Flaggen der Staaten und Regionen Myanmars.

Flagge Myanmars

Die südostasiatische Union Myanmar gliedert sich in sieben Staaten, sieben Regionen und ein Unionsterritorium. Die Landesteile, die überwiegend von der größten Volksgruppe Myanmars, den Bamar, besiedelt sind, heißen Region (bis 2008 Division), die Bereiche, die überwiegend von Minderheiten bewohnt werden, State.

## Gestaltung
Einige der Flaggen führen den Namen der jeweiligen Verwaltungseinheit in birmanischer Schrift als beherrschendes Element.

## Liste
| Lage | Flagge | Seitenverhältnis | Staat / Division | Anmerkungen                                                                   |  |
| ---- | ------ | ---------------- | ---------------- | ----------------------------------------------------------------------------- |  |
|      |        | 2:3              | Bago             |                                                                               |  |
|      |        | 2:3              | Chin             | Nashornvogel auf einem Zweig                                                  |  |
|      |        | 3:5              | Irawadi          |                                                                               |  |
|      |        | 2:3              | Kachin           |                                                                               |  |
|      |        | 2:3              | Kayah            | Gösch der Flagge Myanmars im Obereck und tanzende Figur im mittleren Streifen |  |
|      |        | 1:2              | Kayin            |                                                                               |  |
|      |        | 2:3              | Magwe            |                                                                               |  |
|      |        | 2:3              | Mandalay         |                                                                               |  |
|      |        | 2:3              | Mon              |                                                                               |  |
|      |        | 2:3              | Rakhaing         |                                                                               |  |
|      |        | 2:3              | Sagaing          |                                                                               |  |
|      |        | 1:2              | Shan             | Scheibe = Mond                                                                |  |
|      |        | 2:3              | Tanintharyi      |                                                                               |  |
|      |        | 2:3              | Yangon           |                                                                               |  |